# Central Perk

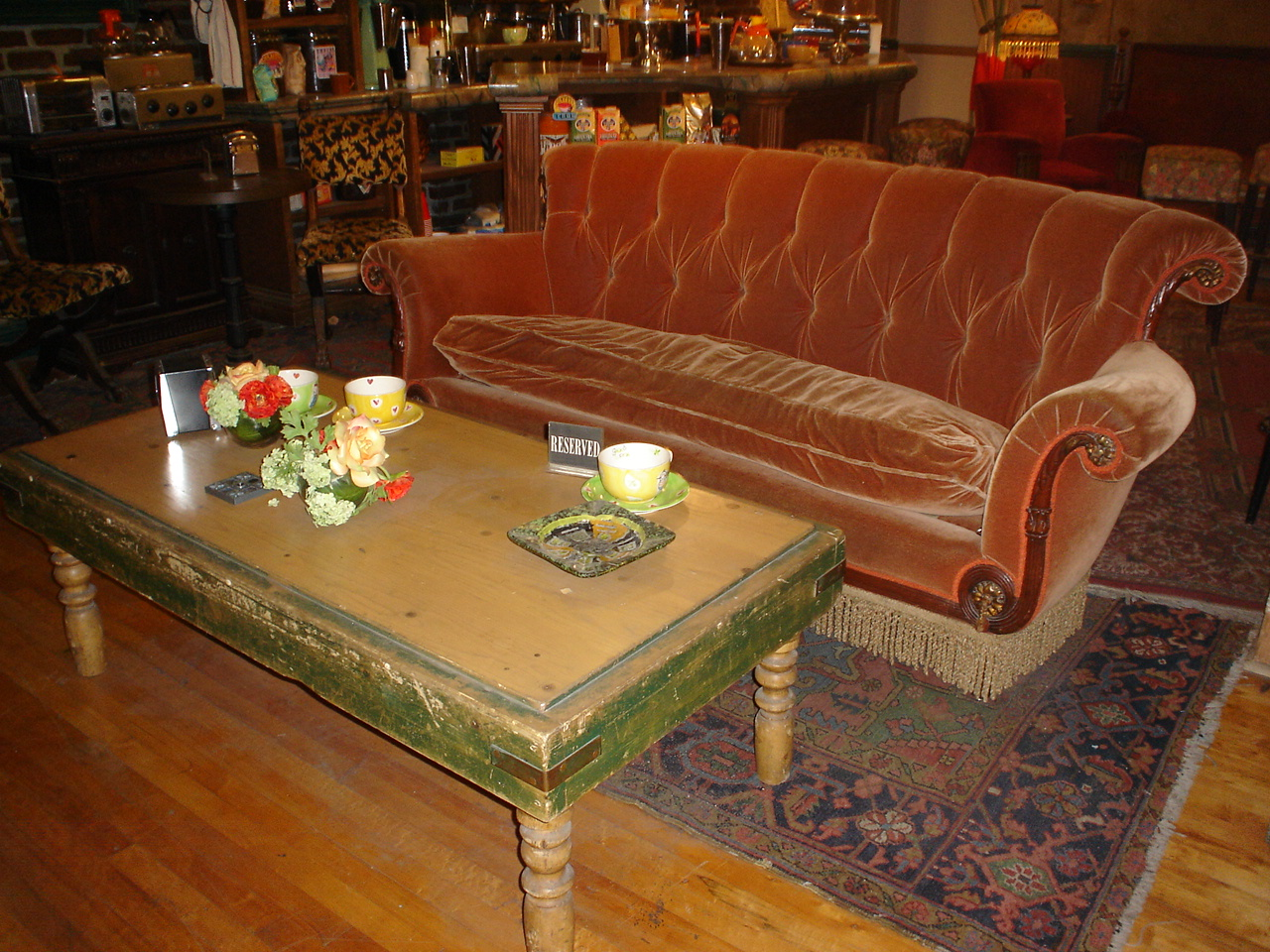
Cafetería Central Perk.

Central Perk es, en la serie de ficción Friends, una cafetería ficticia de Nueva York  en donde se reúnen la mayor parte del tiempo los seis protagonistas de la serie. El nombre es un juego de palabras con Central Park, Nueva York, y Perk, de percolator, cafetera.
Es una creencia popular que Central Perk es un lugar real, y que se encuentra en la planta baja del edificio ubicado en una de las esquinas de la intersección de Bedford st. y Grove st, en Greenwich Village. Esto es así dado que, según se puede concluir de tomas de cámara de esa ubicación utilizadas a modo de transición entre escenas, en ese edificio se encontraban los departamentos de Monica y Rachel, y Joey y Chandler. Sin embargo, el local real es un café llamado "The Little Owl", y en ningún momento se menciona en la serie que Central Perk se encuentre en el mismo edificio. No se conoce su ubicación exacta, pero en el episodio El de George Stephanopoulos, Joey menciona que está a exactamente 97 pasos de su apartamento. 
En esta cafetería ficticia se desarrolla gran parte de la vida social entre Chandler, Monica, Ross, Rachel, Joey y Phoebe. En las primeras dos temporadas y mitad de la tercera, Rachel trabaja en la cafetería. Más tarde lo hace Joey. Además Phoebe trabaja en el café algunas veces cantando sus propias composiciones.
Su dueño -un hombre llamado Terry interpretado por Max Wright- aparece en escasas ocasiones. Normalmente es gerenciado por Gunther (James Michael Tyler).
Los protagonistas, a menudo, ocupaban el gran sillón que tenía el lugar, como su espacio de convivencia, desarrollándose casi la totalidad de las escenas en esta locación sobre dicho sillón. Este último fue encontrado en un sótano con piezas de escenografía abandonadas en las instalaciones de Warner Bros en Burbank, California, y renovado para su utilización en Friends.